# سیاسر
سیاسر، روستایی است از توابع بخش مرکزی شهرستان زهک در استان سیستان و بلوچستان. این روستا در دهستان زهک قرار دارد و بر اساس سرشماری سال ۱۳۸۵ جمعیت آن (۱۰۵ خانوار) ۴۹۹ نفر  بوده‌است.

## منبع
- «نتایج سرشماری ایران در سال ۱۳۸۵». درگاه ملی آمار. بایگانی‌شده از روی نسخه اصلی در ۲۱ آبان ۱۳۹۲.